# Gérard Macé
Pour les articles homonymes, voir Macé.
Gérard Macé est un poète, essayiste, critique, traducteur et photographe français né à Paris le 4 décembre 1946.
Son œuvre mêle des genres littéraires divers et est relativement inclassable. Il est notamment un écrivain de la mémoire vivante et créatrice, entendue comme un processus où invention, souvenirs et rêverie se confondent. Il est également photographe du monde flottant.

## Biographie
Gérard Macé est né en 1946 à Paris. Aux éditions Gallimard (collection « Le Chemin », puis collection « Le Promeneur »), il a publié depuis 1974 des proses narratives et poétiques, comme Bois dormant, Le Dernier des Égyptiens, la série intitulée Colportage, mais aussi des poèmes et, plus récemment, plusieurs volumes de Pensées simples.
À l’image poétique, il ajoute l’image photographique à partir de 1997, comme en témoignent La Photographie sans appareil, Mirages et Solitudes, Éthiopie, le livre et l’ombrelle ou La couleur est un trompe-l'œil, tous parus aux éditions Le Temps qu’il fait.
Il a été surnommé « écrivain-colporteur » dans numéro spécial de Critique qui lui a été consacré en 2019.
En 2023, il a été lauréat du Grand Prix de Poésie Robert Ganzo.

## Œuvres
- Le Jardin des langues (Gallimard, 1974)
- Les Balcons de Babel (Gallimard, 1977)
- Ex Libris (Gallimard, 1980)
- Leçon de chinois (Fata Morgana, 1981)
- Rome ou le firmament (Fata Morgana, 1983; trad. italienne par S. Miniussi Roma o il firmamento, Villa Médicis, 1983 — Le temps qu'il fait, 2006)
- Bois dormant (Gallimard, 1983)
- Où grandissent les pierres (Fata Morgana, 1985)
- Les Trois Coffrets (Gallimard, 1985)
- Le Manteau de Fortuny (Gallimard, 1987)
- Le Dernier des Égyptiens (Gallimard, 1988)
- Les Petites Coutumes (Fata Morgana, 1989)
- Vies antérieures (Gallimard, 1991)
- La mémoire aime chasser dans le noir (Gallimard, 1993)
- Choses rapportées du Japon (Fata Morgana, 1993)
- Cinéma muet (Fata Morgana, 1995)
- L'Autre Hémisphère du temps (Gallimard, 1995)
- La Chasse des dames (La Pionnière, 1996)
- Rome, l'invention du baroque (Marval, 1997)
- Un roi sans couronne (La Pionnière, 1997)
- Le Singe et le Miroir (Le temps qu'il fait, 1998)
- Colportage I, Lectures (Le Promeneur, 1998)
- Colportage II, Traductions (Le Promeneur, 1998)
- L'Art sans paroles (Le Promeneur, 1999)
- La Photographie sans appareil (Le temps qu'il fait, 2001)
- Images et signes - lectures de Gérard Macé (Le temps qu'il fait, 2001)
- Un monde qui ressemble au monde (Marval, 2001)
- Colportage III, Images (Le Promeneur, 2001)
- Un détour par l'Orient (Le Promeneur, 2001)
- Leçons de choses (La Pionnière, 2002)
- Le Goût de l'homme (Le Promeneur, 2002)
- Mirages et Solitudes (Le temps qu'il fait, 2003)
- Illusions sur mesure (Gallimard, 2004)
- Éthiopie, le livre et l'ombrelle (Le temps qu'il fait, 2006)
- Absentes de tout bouquet (La Pionnière, 2006)
- Deux Anges de l'oubli (La Pionnière, 2006)
- Je suis l'autre (Le Promeneur, 2007)
- Filles de la mémoire (Gallimard, 2007)
- Pierres de rêve suivi de Absentes de tout bouquet  (La Pionnière, 2007)
- Emblèmes et enseignes - peintures murales au Bénin  (La Pionnière, 2008)
- Promesse, tour et prestige (Gallimard, 2009)
- Pensées simples (Gallimard, 2011)
- Kyôto : Un monde qui ressemble au monde (Le temps qu'il fait, 2011 — Arlea, 2017)
- La couleur est un trompe-l'œil (Le temps qu'il fait, 2011)
- Odalisques et Violon d’Ingres  (Le temps qu'il fait, 2013)
- Chefferies bamiléké  (Le temps qu'il fait, 2014)
- La Carte de l'empire, Pensées simples II  (Gallimard, 2014)
- Homère au royaume des morts a les yeux ouverts (Le Bruit du temps, 2015)
- Chenilles et Papillons  (La Pionnière, 2017)
- Des livres mouillés par la mer, Pensées simples III (Gallimard, 2016, 144 p.)
- Baudelaire. Préface et anthologie (Buchet Chastel, 2017)
- Rome éphémère (Arlea, 2018)
- Colportage (Gallimard, 2018)
- Et je vous offre le néant (Gallimard, 2019)  (ISBN 978-2072854477)
- Le Navire Arthur et autres essais (Arléa, 2020)
- Comment devenir William Kentridge (La Pionnière, 2020)
- Scène de naufrage (La Pionnière, 2021)
- La Pensée des poètes. Anthologie (Gallimard, 2021)
- Ici on consulte le destin (Le Bruit du temps, 2021)

## Récompenses et distinctions
- Prix Femina Vacaresco pour Ex libris, 1980.
- Prix France Culture pour Le Dernier des Égyptiens, 1989.
- Prix Valery-Larbaud pour Colportage I et Colportage II, 1998.
- Prix Roger-Caillois pour Le Goût de l'homme, 2002.
- Grand prix de poésie de l'Académie française pour l'ensemble de son œuvre, 2008